# Bulbauchenia kurosawai
Bulbauchenia kurosawai är en insektsart som beskrevs av Hayashi och Hideki Endo 1986. Bulbauchenia kurosawai ingår i släktet Bulbauchenia och familjen hornstritar. Inga underarter finns listade i Catalogue of Life.